# Чепак, Дарья Александровна
Да́рья Алекса́ндровна Чепа́к (укр. Дарія Олександрівна Чепак; род. 5 декабря 1977 года, Львов, УССР) — украинская журналистка, пресс-секретарь президента Украины Виктора Януковича в 2011—2014 годах. Имеет второй ранг госслужащего. Владеет украинским, русским, английским и польским языками.

## Биография
Родилась 5 декабря 1977 года во Львове. В 2000 году окончила факультет журналистики Львовского национального университета имени Ивана Франко, получив степень специалиста.
С августа 2000 года начала работать редактором сайта «Корреспондент.net», а в январе 2001 года стала редактором журнала «Корреспондент».
В августе 2002 года перешла на «5 канал», где до января 2006 года была выпускающим редактором, дневным редактором и шеф-редактором. В 2006 году окончила Университет экономики и права «КРОК» по специальности «Руководитель проектов и программ в сфере материального (нематериального) производства», получила степень магистра. С января 2006-го по август 2008-го являлась продюсером новых проектов «5 канала».
С сентября 2008 по март 2011 года работала главным редактором «Савик Шустер Студии».С декабря 2010 по март 2011 года занимала должность директора «5 канала».
В марте 2011 года была назначена пресс-секретарём президента Украины Виктора Януковича. Это назначение вызвало неоднозначную реакцию в журналистской среде, из-за него она была исключена из движения «Стоп цензуре!».
17 января 2014 года, в день подписания Януковичем пакета законов 16 января, стало известно о подаче Дарьей Чепак заявления об отставке с поста пресс-секретаря президента. 25 января указ о её увольнении был подписан.
После своей отставки начала работать в фонде бывшего главы администрации президента Украины Сергея Левочкина «Новая Украина», где возглавила Центр медиакоммуникаций.
В мае 2015 года по данным украинских СМИ стала ответственной по коммуникациям с общественностью и СМИ в киевской городской организации партии «Оппозиционный блок».
В 2018 году сообщалось, что Дарка Чепак работает в сфере коммуникационных технологий.

### Декларации о доходах
В декларации за 2010 год доход был указан в размере 387 726, 42 грн, из которых заработная плата составила 295 738,42 грн., доход от предпринимательской и независимой профессиональной деятельности — 91 988 грн. Чепак владеет однокомнатной квартирой в 30,8 кв.м. и автомобилем Mini Cooper R55. В декларации за 2011 год её доход составил 173 тыс. гривен.